# Kathriguppe, Chintamani
Kathriguppe là một làng thuộc tehsil Chintamani, huyện Chikkaballapur, bang Karnataka, Ấn Độ.